# Werner Haarnagel
Werner Haarnagel (* 7. Dezember 1907 in Torgau; † 3. August 1984 in Wilhelmshaven) war ein deutscher Archäologe und Geograph.

## Leben
Nach seiner Schulzeit in Schleswig-Holstein und Hamburg, begann er 1930 an der Universität Hamburg sein Studium der Fächer: Geographie, Geologie, Meereskunde sowie Geschichte und Vorgeschichte. Er promovierte dort 1934 und war danach an verschiedenen Museen in Niedersachsen tätig. 
Ab 1938 baute er in Hannover die Provinzialstelle für Marschen- und Wurtenforschung auf, die 1947 nach Wilhelmshaven verlegt wurde. Zuvor war er 1942 zum Kriegsdienst eingezogen worden, erst 1945 kam er aus der Kriegsgefangenschaft frei. 1949 wurde er Kustos und Leiter der Landesstelle, 1961 zum Abteilungsdirektor am Niedersächsischen Landesmuseum in Hannover. Schließlich wurde er 1964 zum Direktor des nun selbständigen Niedersächsischen Landesinstitutes für Marschen- und Wurtenforschung, dem heutigen Niedersächsischen Institut für historische Küstenforschung. Er stand dem Institut bis 1973 vor.
Bereits 1968 erhielt er an der Georg-August-Universität Göttingen eine Berufung als Honorarprofessor. 1970 gehörte er zu den Gründungsmitgliedern der Archäologischen Kommission für Niedersachsen.
Er war zudem Mitglied oder Vorsitzender einer ganzen Reihe archäologischen Gremien, wie beispielsweise der Römisch-Germanischen Kommission oder der Historischen Kommission für Niedersachsen und Bremen.
Der Ministerpräsident von Niedersachsen verlieh ihm das Verdienstkreuz 1. Klasse des Niedersächsischen Verdienstordens.
Die Stadt Wilhelmshaven benannte 2006 eine Straße als Werner-Haarnagel-Weg.

## Forschungstätigkeiten
Haarnagel war an einer Reihe von bekannten Ausgrabungs- und Forschungsprojekten beteiligt. Schwerpunkt waren hierbei bereits früh die Wurtendörfer in den Marschen der Nordseeküsten-Region. Hier sind beispielsweise die Grabungen in Butjadingen, auf der Wurt Hessens und im Stadtkern von Emden zu nennen.
Richtungsweisend waren vor allem seine Grabungen auf der Feddersen-Wierde von 1954 bis 1963. Hier konnte erstmals eine vorgeschichtliche Wurtensiedlung nahezu vollständig freigelegt und umfassend dokumentiert werden. Als beispielhaft gilt bis heute auch die Einbindung der naturwissenschaftlichen Methoden in die Grabungen. So konnten Aussagen über die Entwicklung der Wurt sowie ihrer Wirtschaftsweise und Sozialstruktur getroffen werden. 1958 untersuchte er die Heidenschanze bei Sievern.
Haarnagel gilt als einer der Begründer der modernen Siedlungsarchäologie. Als vorbildhaft gilt seine Archäologische Landesaufnahme des Altkreis Wesermünde. Dies wurde später der erste Landkreis mit einem hauptamtlichen Kreisarchäologen.